# KDE 3
KDE 3 je bila tretja serija izdaj grafičnega namiznega okolja K Desktop Environment. V seriji je izšlo 6 glavnih izdaj.
KDE 3 je kljub temu, da ga je januarja 2008 nadomestil KDE 4 s številnimi izboljšavami, še vedno stabilna generacija prosto dostopnega namiznega okolja KDE. Uporabljamo ga lahko na Unix-u podobnim operacijskih sistemih, kot so Linux, BSD, AIX in Solaris. Obstaja tudi različica za Mac OS. Trenutno lahko veliko primarnih knjižnic in aplikacij uporabljamo tudi na Windowsih po zaslugi projekta KDElibs/win32.

## Pregled izdaj
- KDE 3.0
- KDE 3.1 s prikazanim Konquerjem in oknom O KDE
- KDE 3.2 s prikzanim Konquerorjem in oknom O KDE
- KDE 3.3. s prikazanim Konquerorjem in možnostmi za nastavljanje
- KDE 3.4 s prikazanim Konquerorjem in Amarokom
- KDE 3.5 s prikaznim upraviteljem osebnih informacij Kontact in Konquerorjem kot spletnim brskalnikom in upraviteljem datotek

- Prilagojena barvna shema in položaj menija
- KDE 3.5, kot privzeto namizje distribucije Kubuntu
- KDE 3.5, kot privzeto namizje distribucije Mandriva
- Namizje KDE 3.5 z ikonami Nuvola (Kalango Linux)
- KWord, del zbirke Koffice na KDE 3.5
- Del KDE 3.5 je tudi superkaramba. Na njej tečejo programčki kot je ta, ki s katerim iščemo članke na Wikipediji

## Zgradba

### Osnovne tehnologije
- Qt - grafična platforma
- aRts - zvočni strežnik
- DCOP - sistem za kumuniciranje med procesi
- KHTML - vstavek HTML (vključen je tudi v MacOS)
- KIO - nadzira odhajajoče in priajajoče podatke
- KParts - grafično prikazuje procese
- Kwin - upravljalnik oken

### Paketi
Zaradi velikosti projekta je KDE razdeljen na module.
- aRts - KDE zvočni strežnik.
- kdelibs - Glavna knjižnica.
- kdebase - Osnovno namizje in aplikacije. Deluje na kdelibs.
- kdeaccessibility - Programi za dostopnost.
- kdeaddons - Dodatni programi.
- kdeadmin - Sistemska orodja.
- kdeartwork - Dodatna grafika (ohranjevalniki namizja, ozadja, itd.)
- kdeedu - Programi za učenje.
- kdegames - Igre.
- kdegraphics - Orodja za orejanje grafike.
- kde-i18n - Lokalizacija za KDE.
- kdemultimedia - Programi za predvajanje glasbe in videoposnetkov ter za ogledovanje in urejanje fotografij.
- kdenetwork - Internetna orodja in programi.
- kdepim - Osebni upravljavci informacij in odjemalci E-pošte.
- kdesdk - Razvijalska orodja.
- kdetoys - Namizne igrače.
- kdeutils - Pripomočki.
- kdewebdev - Internetno razvijanje.
- koffice - Pisarniška zbirka.

Poznamo tudi programe, ki so del KDE-ja vendar imajo svoj razvojni cikel. Taki paketi so zbrani v modulu Extragear (orodja, internetne, večpredstavnostne in druge aplikacije). Tak primer je K3b (zapisovalnik CD-jev) in Amarok.

### Glavne aplikacije v generaciji KDE3
- Amarok - Predvajalnik zvoka
- K3b - zapisovalnik CD-jev in DVD-jev
- KDevelop - Vgrajeno razvijalno okolje (IDE)
- KMail - E-poštni odjemalec
- Konsole - ukazna lupina
- Kopete - neposredno sporočanje
- Konqueror -Upravljalnik datotek in internetni brskalnik
- KOffice - Pisarniška zbirka
- KWrite - preprost urejevalnik besedila
- Kate - napreden urejevalnik besedila
- SuperKaramba - namizni gradniki (angleško appets)

## Uporabnost
Projekt že od samega začetka naprej želi narediti programe lahke za uporabo. Uporabniški vmesnik želijo polepšati, pohitriti, in ga narediti primernega za vsesplošno uporabo; od šolarja, do zahtevnega astronoma.
Vmesnik KDE 3 uporablja kristalen slog, pohvali se lahko s slikami na namizju v formatu SVG, ki je eden najbolj razširjenih formatov za vektorsko grafiko, veliko možnostmi za nastavljanje, in številnimi prevodi za katere skrbi  projekt KDE i18n. KDE se od verzije 3.1 zelo hitro širi in sedaj je mnogo bolj zmogljivejše od tistega v Windowsih XP. Zaradi tega se za KDE odloča še več uporabnikov Windowsa in eden od ciljev te generacije projekta je tudi prilagoditi namizje uporabniku Windowsa.
V 5. glavni izdaji KDE 3 so zelo poenostavili nastavljanje, ki je bilo prej zahtevnejše (npr. dodajanje novih tiskalnikov, nastavljanje omrežja WiFi inštalacija novih tem itd.).

## Časovnica
| datum              | različica                    |
| 3.0                | 3.0                          |
| ------------------ | ---------------------------- |
| 3. april 2002      | KDE 3.0                      |
| 22. maj 2002       | 3.0.1                        |
| 2. julij 2002      | 3.0.2                        |
| 19. avgust 2002    | 3.0.3                        |
| 9. oktober 2002    | 3.0.4                        |
| 18. november 2002  | 3.0.5                        |
| 21. december 2002  | 3.0.5a                       |
| 3.1                |                              |
| 28. januar 2003    | KDE 3.1                      |
| 20. marec 2003     | 3.1.1                        |
| 19. maj 2003       | 3.1.2                        |
| 29. julij 2003     | 3.1.3                        |
| 16. september 2003 | 3.1.4                        |
| 14. januar 2004    | 3.1.5 vzdrževalna različica. |
| 3.2                |                              |
| 3. februar 2004    | KDE 3.2                      |
| 9. marec 2004      | 3.2.1                        |
| 19. april 2004     | 3.2.2                        |
| 9. junij 2004      | 3.2.3                        |
| 3.3                |                              |
| 19. avgust 2004    | KDE 3.3                      |
| 12. oktober 2004   | 3.3.1                        |
| 8. december 2004   | 3.3.2                        |
| 3.4                |                              |
| 16. marec 2005     | KDE 3.4                      |
| 31. maj 2005       | 3.4.1                        |
| 28. julij 2005     | 3.4.2                        |
| 13. oktober 2005   | 3.4.3                        |
| 3.5                |                              |
| 29. november 2005  | KDE 3.5                      |
| 31. januar 2006    | 3.5.1                        |
| 28. marec 2006     | 3.5.2                        |
| 31. maj 2006       | 3.5.3                        |
| 2. avgust 2006     | 3.5.4                        |
| 11. oktober 2006   | 3.5.5                        |
| 25. januar 2007    | 3.5.6                        |
| 22. maj 2007       | 3.5.7                        |
| 16. oktober 2007   | 3.5.8                        |
| 19. februar 2008   | 3.5.9                        |
| 26. avgust 2008    | 3.5.10                       |